# Björn Brunnemann
Björn Brunnemann (* 6. August 1980 in Kyritz) ist ein deutscher Fußballspieler.

## Karriere

### Spielerkarriere
Der in der Prignitz geborene Brunnemann begann im benachbarten Wusterhausen beim dortigen FC Blau-Weiß Wusterhausen mit dem Fußballspielen. Von dort kam er über den MSV Neuruppin 1999 zu Hansa Rostock. Bei Hansa kam der Mittelfeldmann allerdings nicht über das Reserveteam hinaus, mit dem er 2000 Staffel-Meister der Oberliga Nordost wurde. Im Sommer 2003 wechselte er zu Energie Cottbus, für die er in der 2. Bundesliga in zwei Jahren zu 31 Einsätzen kam. 2005 verließ er die Lausitzer ablösefrei und schloss sich dem Regionalligisten FC Rot-Weiß Erfurt an. Bei den Thüringern wurde er auf Anhieb zum Leistungsträger und hatte mit neun Treffern in 34 Spielen maßgeblichen Anteil am Klassenerhalt in der Saison 2005/06.
Zur Saison 2007/08 wechselte er zum FC St. Pauli. Nach zwei Jahren bei den Kiezkickern, mit denen er jeweils im Tabellenmittelfeld abschloss. Anschließend wechselte Brunnemann zur Saison 2009/10 ligaintern zum 1. FC Union Berlin, mit dem er am Ende der Spielzeit 2010/11 in die Regionalliga abstieg und den Klub verließ.
In der Saison 2011/12 war Brunnemann für den Regionalligisten Berliner AK 07 aktiv. Mit dem BAK hielt er die Klasse in der Regionalliga und gewann darüber hinaus den Berliner Pokal durch ein 2:0 im Finale gegen den SC Gatow.
Im Sommer 2012 wechselte er in die Oberliga Nordost zum BFC Dynamo. Mit dem BFC errang er 2013 im Finale gegen den SV Lichtenberg 47 (1:0) erneut den Berlinpokal, spielte anschließend mit den Hohenschönhausenern im DFB-Pokal gegen den VfB Stuttgart (0:2). In der Spielzeit 2013/14 konnte Brunnemann mit dem BFC 17 der ersten 18 Punktspiele gewinnen und stieg am Saisonende in die Regionalliga auf. 2015 gelang abermals der Gewinn des Landespokals durch einen 1:0-Finalsieg über Tasmania Berlin.
Zur Spielzeit 2016/17 wechselte Brunnemann zur VSG Altglienicke in die Oberliga Nordost, mit der abermals der Aufstieg in die Regionalliga gelang. In den darauffolgenden zwei Saisons kam er in 43 Ligaspielen in der Regionalliga Nordost zum Einsatz. Von August bis Jahresende 2019 spielte er in der Landesliga im vorpommerschen Siedenbollentin und kehrte anschließend zu Altglienicke zurück, u. a. als Spielertrainer. Im Sommer 2023 beendete er dort seine Spielerkarriere endgültig.

### Trainer- und Scoutkarriere
Bereits ab 1. Juli 2020 war er Co-Trainer von Altglienicke II gewesen und übernahm zum 1. Juli 2022 die Mannschaft als Cheftrainer. 
Hauptberuflich ist er als Scout für die von Robert Harting geführte brandtalentsrights GmbH tätig.

## Erfolge
- Meister Oberliga Nordost-Nord: 2000, 2014
- Berliner Pokalsieger: 2012, 2013, 2015